# Bomb the Twist
Bomb the Twist è il terzo album del gruppo rock giapponese The 5.6.7.8's, pubblicato l'11 gennaio 1996. La canzone "Woo Hoo" fa parte della colonna sonora del film Kill Bill Vol. 1.

## Tracce
1. Bomb The Twist
2. Jane In The Jungle
3. Three Cool Chicks
4. Guitar Date
5. Woo Hoo
6. Dream Boy